# Туррея
Турре́я (лат. Turraea) — род двудольных цветковых растений, включённый в семейство Мелиевые (Meliaceae).

## Название
Название Turraea было дано роду растений Карлом Линнеем в 1771 году в продолжении книги Mantissa Plantarum, служившей дополнением ко второму тому 12 издания Systema Naturae. Линней назвал этот род в честь итальянского ботаника Джорджо Далла Торре (или Джорджо де ла Турра, 1607—1688), профессора ботаники Падуанского университета.

## Ботаническое описание
Представители рода — кустарники и деревья с простым опушением. Листья простые, расположенные очерёдно или в мутовках, у большинства видов с цельным краем.
Цветки обоеполые, одиночные или в метёльчатых пазушных соцветиях. Чашечка чашевидная, 4—6-раздельная, не опадающая после отцветания. Венчик намного длиннее чашечки, состоит из 4—5 лепестков линейно-лопатчатой или линейной формы. Тычинки сросшиеся в цилиндрическую тычиночную трубку с (7)8—10(20) пыльниками. Завязь 3—20-гнёздная.
Плод — коробочка, в каждом отделе по 1—2 семени. Семена уплощённые.
Число хромосом 2n = 36, 46, 50.

## Ареал
Большинство видов известно из Африки и Мадагаскара, 8 видов — с Маскаренских островов, один вид — из тропической Азии.

## Таксономия
|  |                                      |  |                                                         |                                                         |                    |  | ещё 8 семейств (согласно Системе APG III) |              |              |                |
|  |                                      |  |                                                         |                                                         |                    |  |                                           |              |              | около 60 видов |
|  |                                      |  |                                                         | порядок Сапиндоцветные                                  |                    |  |                                           |              | род Туррея   |                |
|  |                                      |  |                                                         | порядок Сапиндоцветные                                  |                    |  |                                           |              | род Туррея   |                |
|  | отдел Цветковые, или Покрытосеменные |  |                                                         |                                                         | семейство Мелиевые |  |                                           |              |              |                |
|  | отдел Цветковые, или Покрытосеменные |  |                                                         |                                                         |                    |  |                                           |              |              |                |
|  |                                      |  | ещё 58 порядков цветковых растений (по Системе APG III) | ещё 58 порядков цветковых растений (по Системе APG III) |                    |  |                                           | ещё 45 родов | ещё 45 родов |                |
|  |                                      |  |                                                         | ещё 58 порядков цветковых растений (по Системе APG III) |                    |  |                                           |              | ещё 45 родов |                |

### Синонимы
- Alabella Comm. ex Baill., 1873
- Antirrhoa J.F.Gmel. ex C.DC., 1878
- Baretia Comm. ex Cav., 1789
- Calodryum Desv., 1826
- Gilibertia J.F.Gmel., 1791, nom. superfl.
- Ginnania M.Roem., 1846
- Grevellina Baill., 1894
- Nurmonia Harms, 1917
- Quivisia Comm. ex Juss., 1789
- Payeria Baill., 1861
- Rutaea M.Roem., 1846
- Scyphostigma M.Roem., 1846
- Stephanosiphon Boiss. ex C.DC., 1878

### Некоторые виды
- Turraea abyssinica Hochst., 1841
- Turraea barbata Styles & F.White, 1989
- Turraea cornucopia Styles & F.White, 1989
- Turraea elephantina Styles & F.White, 1991
- Turraea fischeri Gürke, 1891
- Turraea floribunda Hochst., 1844
- Turraea holstii Gürke, 1894
- Turraea kimbozensis Cheek, 1989
- Turraea kokwaroana Styles & F.White, 1989
- Turraea mombassana C.DC., 1878
- Turraea nilotica Kotschy & Peyr., 1867 — Туррея нильская
- Turraea obtusifolia Hochst., 1844 — Туррея туполистная
- Turraea parvifolia Deflers, 1895
- Turraea pellegriniana Keay, 1956
- Turraea pulchella (Harms) T.D.Penn., 1975
- Turraea robusta Gürke, 1894
- Turraea stolzii Harms, 1911
- Turraea virens L., 1771
- Turraea vogelii Hook.f., 1849
- Turraea vogelioides Bagsh., 1908
- Turraea wakefieldii Oliv., 1885